# Łotewski Komitet Olimpijski
Łotewski Komitet Olimpijski (łot. Latvijas Olimpiskā Komiteja) – stowarzyszenie związków i organizacji sportowych z siedzibą w Rydze, zajmujące się organizacją udziału reprezentacji Łotwy w igrzyskach olimpijskich i europejskich oraz upowszechnianiem idei olimpijskiej i promocją sportu, a także reprezentowaniem łotewskiego sportu w organizacjach międzynarodowych, w tym w Międzynarodowym Komitecie Olimpijskim.